# Acrididae
Acrididae je porodica kukaca koja obuhvaća prave skakavce unutar natporodice Acridoidea s preko 6000 vrsta od čega su barem četiri ugrožene. Imenovao ju je William Sharp Macleay 1821. Porodica se dijeli na 25 potporodica, 1 tribus i nekoliko posebnih rodova: 

## Potporodice
Potporodice koje se navode su:
- Acridinae MacLeay, 1821.
- Calliptaminae Tinkham, 1940.
- Catantopinae Brunner von Wattenwyl, 1893.
- Copiocerinae Brunner von Wattenwyl, 1893.
- Coptacrinae Brunner von Wattenwyl, 1893.
- Cyrtacanthacridinae Kirby, W.F., 1902.
- Egnatiinae Bei-Bienko & Mishchenko, 1951.
- Eremogryllinae Dirsh, 1956.
- Euryphyminae Dirsh, 1956.
- Eyprepocnemidinae Brunner von Wattenwyl, 1893.
- Gomphocerinae Fieber, 1853.
- Habrocneminae Yin, X., 1982.
- Hemiacridinae Dirsh, 1956.
- Leptysminae Brunner von Wattenwyl, 1893.
- Marelliinae Eades, 2000.
- Melanoplinae Scudder, S.H., 1897.
- Oedipodinae Thomas, C., 1872.
- Ommatolampinae Brunner von Wattenwyl, 1893.
- Oxyinae Brunner von Wattenwyl, 1893.
- Pauliniinae Hebard, 1924.
- Proctolabinae Amédégnato, 1974.
- Rhytidochrotinae Brunner von Wattenwyl, 1893.
- Spathosterninae Rehn, J.A.G., 1957.
- Teratodinae Brunner von Wattenwyl, 1893.
- Tropidopolinae Jacobson, 1905

## Tribus
- Aspidophymini Amédégnato & Poulain, 1998.

## Rodovi koji nisu pobliže klasificirani
- Acridurus Perez-Gelabert, Dominici, Hierro & D. Otte, 1995.
- Atopacris Amédégnato & Poulain, 1998.
- Hispanacris Perez-Gelabert, Dominici, Hierro & D. Otte, 1995.
- Hispanotettix Perez-Gelabert, Dominici, Hierro & D. Otte, 1995.
- Jumandiacris Amédégnato & Poulain, 1998.
- Melliacris Ramme, 1941.
- Palandella Amédégnato & Poulain, 1998.
- Schmidtiacris Storoženko, 2002.
- Sinop Descamps, 1984.
- Tylotropidiopsis Storoženko, 1992.

## Popis rodova
Abisares, Ablectia, Abracris, Acanthacris, Acantherus, Acanthoxia, Achurum, Acocksacris, Acorypha, Acoryphella, Acrida, Acridarachnea, Acridocryptus, Acridoderes, Acridurus, Acrolophitus, Acrophymus, Acrostegastes, Acrotylus, Acteana, Adelacris, Adelotettix, Adimantus, Adlappa, Adolfius, Adramita, Adreppus, Aeoloplides, Aeropedelloides, Aeropedellus, Aethiopacris, Aethiopiacris, Afrophlaeoba, Afroxyrrhepes, Agenacris, Ageneotettix, Agesander, Agnostokasia, Agroecotettix, Agrotacris, Agymnastus, Aidemona, Aiolopus, Akamasacris, Albistriacris, Alectorolophellus, Alectorolophus, Alemacris, Aleuas, Allaga, Allotriusia, Allotruxalis, Alota, Alpinacris, Althaemenes, Alulacris, Amblyphymus, Amblytropidia, Amblyxypha, Ambrea, Amesotropis, Amismizia, Ampelophilus, Amphiprosopia, Amphitornus, Anabibia, Anablepia, Anablysis, Anacranae, Anacridium, Anaeolopus, Ananotacris, Anapodisma, Anapropacris, Anaptygus, Anconia, Andrea, Anepipodisma, Aneuryphymus, Angaracris, Angaracrisoides, Angolacris, Anischnansis, Anniceris, Anomalocatantops, Anoptotettix, Anthermus, Antiphanes, Antiphon, Antita, Aopodisma, Apacris, Apalacris, Apalniacris, Apoboleus, Apolobamba, Apotropis, Apoxitettix, Apoxycephalacris, Appalachia, Aptenopedes, Aptoceras, Arcyptera, Aresceutica, Aretza, Argemiacris, Argiacris, Arimacris, Armatacris, Arminda, Arphia, Asemoplus, Asonus, Asoramea, Asphingoderus, Aspidophyma, Assamacris, Asulconotoides, Asulconotus, Ateliacris, Atopacris, Atrachelacris, Atympanum, Aulacobothrus, Aulocara, Aulocaroides, Auloserpusia, Aurilobulus, Austracris, Austroicetes, Azarea, Azelota, Azotocerus, Aztecacris, Bababuddinia, Bacuita, Badistica, Baeacris, Baidoceracris, Balachowskyacris, Bambesiana, Bambusacris, Bannacris, Barombia, Barracris, Barypygiacris, Barytettix, Beckeracris, Belonocnemis, Belosacris, Beoscirtacris, Beplessia, Berengueria, Bermiella, Bermiodes, Bermius, Bettotania, Beybienkoacris, Bhutanacridella, Bibracte, Bibractella, Bienkonia, Binaluacris, Bocagella, Bogotacris, Boliviacris, Booneacris, Boopedon, Bootettix, Borellia, Bosumia, Brachaspis, Brachyacrida, Brachycatantops, Brachycrotaphus, Brachyelytracris, Brachyexarna, Brachyphlaeobella, Brachyphymus, Brachypteracris, Brachyxenia, Bradynotes, Brainia, Brakeracris, Brancsikellus, Brownacris, Brunnerella, Brunneria, Bryodema, Bryodemacris, Bryodemella, Bryophilacris, Bryophyma, Bucephalacris, Buckellacris, Bufonacridella, Buforania, Bumacris, Burcatelia, Burmacris, Burttia, Caenacris, Calamippa, Calderonia, Caledia, Caledonula, Calephorops, Calephorus, Caletes, Callicatantops, Callichloracris, Calliphlaeoba, Calliptamicus, Calliptamuloides, Calliptamulus, Calliptamus, Calohippus, Caloptilla, Caloscirtus, Camelophistes, Camnula, Campylacantha, Cannula, Caperrala, Capraiuscola, Capraxa, Capulica, Carbonellacris, Cardeniopsis, Cardenius, Caribacris, Carinacris, Carinulaenotus, Carliola, Carrascotettix, Carsula, Caruaruacris, Caryanda, Caryandoides, Carydana, Catabothrus, Cataloipus, Catantopides, Catantopoides, Catantops, Catantopsilus, Catantopsis, Catespa, Caucasippus, Cauratettix, Cedarinia, Celebesia, Celes, Cephalotettix, Ceracris, Ceracrisoides, Cercina, Cercoceracris, Cerechta, Cervidia, Chapacris, Chapulacris, Charora, Charpentierella, Chiapacris, Chibchacris, Chifanicus, Chimarocephala, Chiriquacris, Chirista, Chirotepica, Chitaura, Chloealtis, Chloebora, Chlorohippus, Chlorophlaeoba, Chlorophlaeobella, Chloroplus, Chloropseustes, Chloroxyrrhepes, Chlorus, Chokwea, Chondracris, Chondronotulus, Chopardminda, Choroedocus, Chorthippus, Chortoicetes, Chortophaga, Chortopodisma, Christenacris, Chromacrida, Chromochokwea, Chromophialosphera, Chromotruxalis, Chrysacris, Chrysochraoides, Chrysochraon, Cibolacris, Cingalia, Circocephalus, Circotettix, Cirphula, Cledra, Clematodes, Clematodina, Clepsydria, Clomacris, Clonacris, Closteridea, Cocytotettix, Coenona, Cohembia, Collitera, Coloracris, Columbacris, Comacris, Comansacris, Compsacrella, Compsacris, Compsorhipis, Conalcaea, Confusacris, Congoa, Coniocara, Conipoda, Conozoa, Contacris, Conuacris, Cophohippus, Cophopodisma, Cophoprumna, Cophotylus, Copiocera, Copiocerina, Copiotettix, Coptacra, Coptacrella, Coptacridia, Cordillacris, Cornops, Coryphistes, Coryphosima, Coscineuta, Covasacris, Coyacris, Cranaë, Cranaella, Craneopsis, Cratilopus, Cratypedes, Crinita, Criotocatantops, Cristacridium, Crobylostenus, Crucinotacris, Cryptacris, Cryptobothrus, Cryptocatantops, Cryptocloeus, Culmulus, Cuparessa, Cuprascula, Curpilladia, Curvipennis, Cyanicaudata, Cyathosternum, Cylindracris, Cylindrotettix, Cylindrotiltus, Cyphacris, Cyphocerastis, Cyrtacanthacris, Dabba, Dactylotum, Damaracris, Daperria, Dasyhippus, Dasyscirtus, Deinacris, Deliacris, Dellia, Demirsoyus, Demochares, Dendrocatantops, Dendrophilacris, Dendrotettix, Derotmema, Descampsilla, Desertaria, Dhimbana, Diablepia, Diabolocatantops, Dianacris, Dicaearchus, Dichromatos, Dichromorpha, Dichroplus, Dicranophyma, Diexis, Digamacris, Digentia, Digrammacris, Dimeracris, Dioscoridus, Diraneura, Dirshacris, Dirshia, Dirshilla, Dissosteira, Dittopternis, Dnopherula, Dociostaurus, Dorstacris, Dorsthippus, Driphilacris, Drymacris, Drymophilacris, Duartettix, Dubitacris, Duplessisia, Duronia, Duroniella, Duroniopsis, Duviardia, Dysanema, Eclipophleps, Ecphanthacris, Ecphantus, Ecphymacris, Egnatiella, Egnatioides, Egnatius, Eleutherotheca, Eliya, Elmisia, Emeiacris, Encoptolophus, Enoplotettix, Eokingdonella, Eoscyllina, Eotettix, Epacrocatantops, Epacromiacris, Epacromius, Epallia, Epipodisma, Episcopotettix, Episomacris, Epistaurus, Eremippus, Eremitusacris, Eremogryllus, Eremoscopus, Eritettix, Eritrichius, Ermia, Erythropomala, Esfandiaria, Esselenia, Eubocoana, Eucephalacris, Eucerotettix, Euchorthippus, Eucopiocera, Eucoptacra, Eucosmetacris, Eugenacris, Eujivarus, Eulampiacris, Eumastusia, Eumecacris, Eumecistes, Euomopalon, Euophistes, Euplectrotettix, Eupnigodes, Euprepocnemides, Eupreponotus, Euprepoptera, Eupropacris, Eurotettix, Eurybiacris, Eurynotacris, Euryphymus, Eurysternacris, Eusitalces, Eusphingoderus, Eusphingonotus, Eustaurus, Euthymia, Euthynous, Euthystira, Euthystiroides, Eutryxalis, Exarhalltia, Exarna, Exerythracris, Exochoderes, Exopropacris, Eyprepocnemis, Eyprepocprifas, Faureia, Fenestra, Fer, Ferganacris, Finotina, Fipurga, Fitzgeraldia, Flatovertex, Formosacris, Foveolatacris, Froggattina, Frontifissia, Fruhstorferiola, Galidacris, Galideus, Galvagniella, Gastrimargus, Gelastorhinus, Gemeneta, Genimen, Genimenoides, Genurellia, Gerenia, Gergis, Gerista, Gerunda, Gesonula, Gibbitergum, Glauningia, Glyphoclonus, Gomphoceridius, Gomphocerippus, Gomphoceroides, Gomphocerus, Goniaea, Goniaeoidea, Gonista, Gowdeya, Grammoscapha, Granada, Grigorija, Guaranacris, Guetaresia, Guichardippus, Guineacris, Guizhouacris, Gymnobothroides, Gymnobothrus, Gymnoscirtetes, Habrocnemis, Hadrolecocatantops, Hadrotettix, Halffterina, Halmenus, Halticacris, Happarana, Harantacris, Haroldgrantia, Harpezocatantops, Harpotettix, Hazelacris, Hebardacris, Hebetacris, Hebridea, Heinrichius, Heliastus, Heliaula, Heliopteryx, Helioscirtus, Hemiacris, Hemiloryma, Hemipristocorypha, Hepalicus, Hesperotettix, Heteracris, Heteropternis, Hieroglyphodes, Hieroglyphus, Hilethera, Hintzia, Hippacris, Hippariacris, Hippiscus, Hippopedon, Hispanacris, Hispanotettix, Histrioacrida, Holopercna, Homoeopternis, Homoxyrrhepes, Horesidotes, Huastecacris, Hulstaertia, Humbe, Hyalinacris, Hyalopteryx, Hyalorrhipis, Hydnosternacris, Hygracris, Hylescirtacris, Hylopedetes, Hypernephia, Hyperocnocerus, Hypochlora, Hypsalonia, Hypsipages, Hysiella, Hysterotettix, Ikonnikovia, Indomerus, Indomesambria, Indopodisma, Intiacris, Inyangana, Ischnansis, Italohippus, Italopodisma, Ixalidium, Ixalotettix, Jagoa, Jagomphocerus, Jasomenia, Javanacris, Jinabia, Jivarus, Jodacris, Jucundacris, Julea, Jumandiacris, Kabulia, Kakaduacris, Kaloa, Kangacris, Karokia, Karruhippus, Kassongia, Kevanacris, Keya, Keyopsis, Kinangopa, Kingdonella, Kinkalidia, Kinshaties, Kirmania, Komandia, Kosciuscola, Kraussaria, Kraussella, Kritacris, Kwidschwia, Kyphiacris, Labidioloryma, Lactista, Lagidacris, Lagoonia, Lamiacris, Laplatacris, Lathacris, Laxabilla, Lefroya, Leionotacris, Leioscapheus, Leiotettix, Lemba, Lemuracris, Leopardia, Leprus, Leptacris, Leptalacris, Leptomerinthoprora, Leptopteracris, Leptopternis, Leptoscirtus, Leptysma, Leptysmina, Leticiacris, Leuconemacris, Leurohippus, Leuronotina, Leva, Liaopodisma, Liebermannacris, Ligurotettix, Limnippa, Liparacris, Lithoscirtus, Lobopoma, Locheuma, Locusta, Locustana, Loepacris, Loiteria, Longchuanacris, Longgenacris, Longzhouacris, Lopheuthymia, Loretacris, Loryma, Lounsburyna, Lucretilis, Luzonica, Lyrolophus, Lyrotyloides, Lyrotylus, Lysacris, Mabacris, Machaeridia, Machaerocera, Machaeropoles, Machigengacris, Maclystria, Macrazelota, Macrocara, Macrokangacris, Macrolobalia, Macrolopholia, Macrotona, Maculacris, Madimbania, Madurea, Maeacris, Maga, Magaella, Malagacetrus, Malagasacris, Malagasippus, Malcolmburria, Malezacris, Malonjeacris, Malua, Mananara, Marellia, Mariacris, Mastusia, Mayottea, Mazaea, Mecistopteryx, Mecostethus, Megafrohippus, Megaphlaeoba, Megaulacobothrus, Melanoplus, Melanotettix, Melicodes, Melinocatantops, Melinohippus, Melliacris, Meloscirtus, Meltripata, Mengkokacris, Menglacris, Merehana, Meridacris, Mermiria, Meruana, Mesambria, Mesasippus, Mesopsera, Mesopsilla, Mesopsis, Mestobregma, Metaleptea, Metator, Metaxymecus, Methiola, Methiolopsis, Mexacris, Mexitettix, Miacris, Micreola, Micronacris, Micropaon, Microphistes, Micropodisma, Microtes, Microtylopteryx, Milleriana, Minihippus, Minyacris, Mioscirtus, Miramella, Mizonocara, Moessonia, Molucola, Monachidium, Mongolotettix, Monneacris, Mopla, Morondavia, Morphacris, Musimoja, Muyscacris, Myrmeleotettix, Nadiacris, Nadigella, Nahuelia, Naraikadua, Nathanacris, Navasia, Necaxacris, Neoleva, Neopedies, Neophlaeoba, Neorphula, Nepalacris, Nepalocaryanda, Nepiopteracris, Neritius, Netrosoma, Nicarchus, Nichelius, Niitakacris, Nimbacris, Ningxiacris, Nisquallia, Nivisacris, Noliba, Nomadacris, Notopleura, Notopomala, Notostaurus, Ochlandriphaga, Ochrilidia, Ochyracris, Ociotettix, Ocnocerus, Odontomelus, Odontonotacris, Odontopodisma, Oedalacris, Oedaleonotus, Oedaleus, Oedipoda, Oedipodacris, Oedomerus, Oenocatantops, Ogasawaracris, Ognevia, Oknosacris, Omalotettix, Ommatolampis, Omocestus, Oncolopha, Onetes, Ootua, Opaon, Opaonella, Opeia, Opharicus, Opiptacris, Opshomala, Oraistes, Ordinacris, Oreacris, Oreophilacris, Oreoptygonotus, Orinhippus, Ornithacris, Oropodisma, Orotettix, Orphula, Orphulella, Orphulina, Ortalacris, Orthacanthacris, Orthocephalum, Orthochtha, Orthoscapheus, Oshwea, Osmiliola, Oteroa, Ovambohippus, Oxya, Oxyaeida, Oxybleptella, Oxybothrus, Oxycardenius, Oxycatantops, Oxycrobylus, Oxyina, Oxyolena, Oxyphlaeoba, Oxyphlaeobella, Oxyphyma, Oxypterna, Oxyrrhepes, Oxytauchira, Oxytruxalis, Oyampiacris, Pachyacris, Pachycatantops, Pachyceracris, Pachynotacris, Pachyphymus, Pachypodisma, Pagdenia, Palaciosa, Palandella, Palawanacris, Palniacris, Pamacris, Pamphagella, Panzia, Paprides, Paracaloptenus, Paracardenius, Paracaryanda, Paracharora, Paracinema, Paraconophyma, Paracoptacra, Paracoryphosima, Paracranae, Paragonista, Paragymnobothrus, Parahieroglyphus, Parahysiella, Paraidemona, Parakinkalidia, Paralecterolophus, Paralobopoma, Paramesambria, Paraneritius, Parapachyacris, Parapellopedon, Paraperineta, Paraphlaeoba, Paraphlaeobida, Parapiezops, Parapleurodes, Parapodisma, Paraprocticus, Parapropacris, Parascopas, Paraserpusilla, Parasitalces, Paraspathosternum, Parastenocrobylus, Paratela, Paratoacris, Paratonkinacris, Paratylotropidia, Paraxenotettix, Parazelum, Pardalophora, Pardillana, Paregnatius, Parepistaurus, Pareucephalacris, Pareuthymia, Parga, Parodontomelus, Paropaon, Paropomala, Parorphula, Paroxya, Pasiphimus, Patanga, Paulacris, Paulianiobia, Paulinia, Pauracris, Peakesia, Pediella, Pedies, Pedopodisma, Pegasidion, Peitharchicus, Pelecinotus, Pellopedon, Perakia, Perala, Perbellia, Percassa, Perella, Perelytrana, Perineta, Peripodisma, Peripolus, Perixerus, Perloccia, Peruana, Perunga, Peruvia, Pespulia, Petamella, Pezocatantops, Pezohippus, Pezotettix, Phaedrotettix, Phaeocatantops, Phaeonotus, Phalaca, Phanerocerus, Phaneroturis, Phaulacridium, Phaulacris, Phaulotettix, Philicranae, Philocleon, Phlaeoba, Phlaeobacris, Phlaeobella, Phlaeobida, Phlibostroma, Phlocerus, Phloeochopardia, Phoetaliotes, Phonogaster, Phorinia, Phryganomelus, Phyllocercus, Phymeurus, Physocrobylus, Piezops, Pirithoicus, Plagiacris, Platacanthoides, Platycatantops, Platycercacris, Platypternodes, Platypygius, Platyverticula, Plegmapteroides, Plegmapteropsis, Plegmapterus, Pnorisa, Podisma, Podismodes, Podismomorpha, Podismopsis, Pododula, Poecilocerastis, Poecilocloeus, Poecilotettix, Pollostacris, Ponderacris, Porraxia, Praxibulus, Primnia, Pristocorypha, Proctolabus, Proeuthymia, Promesosternus, Propedies, Prorocorypha, Prumna, Prumnacris, Pseudaiolopus, Pseudanniceris, Pseudegnatius, Pseudhypsipages, Pseudoarcyptera, Pseudoasonus, Pseudoberengueria, Pseudocaryanda, Pseudoceles, Pseudococama, Pseudocranae, Pseudoeoscyllina, Pseudofinotina, Pseudogerunda, Pseudogmothela, Pseudohysiella, Pseudoleva, Pseudopargaella, Pseudophialosphera, Pseudophlaeoba, Pseudopodisma, Pseudopomala, Pseudoprumna, Pseudoptygonotus, Pseudoscopas, Pseudoserpusia, Pseudotraulia, Pseudotristria, Pseudoutanacris, Pseudovilerna, Pseudoxya, Psiloscirtus, Psilotettix, Psinidia, Psoloessa, Psophus, Pternoscirta, Pteropera, Pteroperina, Pterotiltus, Ptetica, Ptygippus, Ptygonotus, Pusana, Pusillarolium, Pycnocrania, Pycnodella, Pycnodictya, Pycnosarcus, Pycnostictus, Pyramisternum, Pyrgodera, Pyrgophistes, Pyrgophlaeoba, Qinlingacris, Qinshuiacris, Quadriverticis, Qualetta, Quangula, Quilta, Racilia, Racilidea, Radacris, Ramburiella, Rammeihippus, Rammepodisma, Ranacris, Raniliella, Rapsilla, Rashidia, Rastafaria, Rectimargipodisma, Rectitropis, Rehnuciera, Relatta, Retuspia, Rhabdophilacris, Rhabdoplea, Rhabdoscirtus, Rhachicreagra, Rhachitopis, Rhachitopoides, Rhadinacris, Rhammatocerus, Rhaphotittha, Rhinopodisma, Rhitzala, Rhodesiana, Rhopaloceracris, Rhopsotettix, Rhyphoscirtus, Rhytidacris, Rhytidochrota, Ritchiella, Robecchia, Robustusacris, Roduniella, Ronderosacris, Ronderosia, Roppacris, Ruganotus, Rugophlaeoba, Russalpia, Rusurplia, Ruwenzoracris, Salariacris, Salinacris, Saltonacris, Salvadoracris, Sauracris, Saxetophilus, Schayera, Schistocerca, Schizobothrus, Schmidtiacris, Sciaphilacris, Scintharista, Sciponacris, Scirtopaon, Sclerophilacris, Scotussa, Scurra, Scyllinula, Seabracris, Seabratettix, Sedulia, Segellia, Serpusia, Serpusiacris, Serpusiformia, Serpusilla, Seyrigacris, Shabacris, Shennongipodisma, Sherifuria, Shirakiacris, Shotwellia, Siamacris, Siebersia, Sigaus, Sikkimiana, Silvitettix, Sinaloa, Sinipta, Sinop, Sinophlaeoba, Sinophlaeobida, Sinopodisma, Sinopodismoides, Sinstauchira, Siruvania, Sitalces, Sjoestedtacris, Somaliacris, Spathosternum, Spectrophistes, Sphaerocranae, Spharagemon, Sphenophyma, Sphingoderus, Sphingonotus, Sphodromerus, Sphodronotus, Sporobolius, Squamobibracte, Squamopenna, Squaroplatacris, Staurocleis, Stauroderus, Staurorhectus, Stenacris, Stenelutracris, Stenobothroides, Stenobothrus, Stenocatantops, Stenocrobylus, Stenohippus, Stenopola, Stereotettix, Stethophyma, Sticthippus, Stigacris, Stobbea, Stolzia, Striatosedulia, Stristernum, Strombocardeniopsis, Stropis, Suacris, Sudanacris, Sulawesiana, Sumba, Sumbilvia, Surudia, Sygrus, Syntomacrella, Syntomacris, Syrbula, Taiacris, Talamancacris, Tanalanacris, Tangana, Tapesta, Taramassus, Tarbaleus, Tasmanalpina, Tasmaniacris, Tauchira, Tauchiridea, Tauracris, Tectiacris, Teinophaus, Tela, Tenebracris, Tenuihippus, Teratodes, Tergoceracris, Terpillaria, Testudinellia, Tetramerotropis, Tetrataenia, Thalpomena, Thamnacris, Thanmoia, Theomolpus, Thymiacris, Thyridota, Tibetacris, Tijucella, Timotes, Tinaria, Tingomariacris, Tinnevellia, Tmetonota, Toacris, Tolgadia, Tomonotus, Tonkinacris, Trachyrhachys, Transtympanacris, Traulacris, Traulia, Traulitonkinacris, Trepidulus, Trichocatantops, Trichopaon, Trilophidia, Trimerotropis, Triodicolacris, Tristria, Tristriella, Tropidiopsis, Tropidolophus, Tropidopola, Truganinia, Truxalis, Truxaloides, Tszacris, Tuberofera, Tucayaca, Tunstallops, Tylotropidiopsis, Tylotropidius, Typaya, Uganda, Unalia, Urnisa, Urnisiella, Urubamba, Urugalla, Utanacris, Uvarovacris, Uvarovidium, Uvaroviola, Uvarovium, Valanga, Veseyacris, Vietteacris, Vilerna, Visayia, Vitalisia, Vitticatantops, Vohemara, Vosseleriana, Weenenia, Wellawaya, Willemsea, Willemsella, Wiltshirella, Witotacris, Xanterriaria, Xanthippus, Xenacanthippus, Xenippa, Xenippacris, Xenippella, Xenippoides, Xenismacris, Xenocatantops, Xenocheila, Xenocymochtha, Xenoderus, Xenotettix, Xenotruxalis, Xeracris, Xerohippus, Xerophlaeoba, Xiangelilacris, Xinjiangacris, Xiphidiopteron, Xiphiola, Xypechtia, Yendia, Yiacris, Ypsophilacris, Yrrhapta, Yungasus, Yunnanacris, Zabrala, Zacompsa, Zambiacris, Zebratula, Zeylanacris, Zimbabwea, Zodiacris, Zosperamerus, Zubovskya, Zygoclistron, Zygophlaeoba